# 8 Armia (III Rzesza)
8 Armia (niem. 8. Armee) – jedna z niemieckich armii ogólnowojskowych, uczestniczyła w agresji na Polskę, następnie przemianowana na 2 Armię. W 1943 roku wróciła do pierwotnej nazwy. 

## Historia
Armia została utworzona 25 sierpnia w Dreźnie z dowództwa 3 Grupy Armii w Dreźnie, rozkazem z dnia 1 sierpnia 1939.
Po utworzeniu została włączona w skład Grupy Armii "Południe" i w jej składzie brała udział w agresji na Polskę. Wzięła udział w bitwie nad Bzurą gdzie walczyła przeciw armiom polskim. Po zdobyciu Warszawy, żołnierze 8 Armii uczestniczyli w defiladzie przed Hitlerem, zorganizowanej 6 października w Alejach Ujazdowskich.  Do 20 października 8 Armia stacjonowała na linii demarkacyjnej pomiędzy wojskami niemieckimi a radzieckimi, nosiła wtedy nazwę Dowództwo Odcinka Granicznego "Mitte" (Grenzabschnittskommando Mitte). Okupowała część województwa lubelskiego z miastem Siedlce. W dniu 20 października 1939 r. została przemianowana na 2 Armię i przerzucona do Europy Zachodniej.
Ponownie utworzona w rozkazem z dnia 22 sierpnia 1943 z Grupy Operacyjnej "Kempf" i weszła w skład Grupy Armii "Południe". Brała udział w walkach na terenie Ukrainy, Rumunii, Węgier i Austrii. W okresie od kwietnia 1944 do grudnia 1944 roku dowództwo armii było jednocześnie dowództwem Grupy Armijnej "Wöhler", w skład której oprócz 8 Armii, wchodziły także rumuńska 1 Armia, a później węgierskie 2 i 1 Armia. Armia skapitulowała w maju 1945 roku na terenie Austrii.

## Dowództwo armii
Dowódcy:
- gen. piech. Johannes Blaskowitz[4] (1 sierpnia 1939 – 20 października 1939)

po ponownym utworzeniu
- gen. piech. Otto Wöhler (22 sierpnia 1943 – 27 grudnia 1944)
- gen. piech. Hans Kreysing (28 grudnia 1944 – 8 maja 1945)

Szefowie sztabu:
- gen. mjr Hans Gustav Felber (w czasie ataku na Polskę[4])

## Struktura organizacyjna
Skład w 1939 (w czasie agresji na Polskę):
- X Korpus Armijny
- XIII Korpus Armijny
- odwody armijne: 213 Dywizja Piechoty i 221 Dywizja Piechoty[5]

Skład w 1943:
- XXXXVII Korpus Armijny
- III Korpus Armijny
- XI Korpus Armijny
- XXXXII Korpus Armijny

Skład w czerwcu 1944 (Grupa Armijna "Wöhler"):
- 4 Armia (Rumunia)
  - XVII Korpus Armijny
  - Grupa Operacyjna "von Knobelsdorf" (dowództwo LVII Korpusu Pancernego)
    - VII Korpus Armijny (rumuński)
    - I Korpus Armijny (rumuński)
    - LVII Korpus Pancerny
    - V Korpus Armijny (rumuński)
    - VI Korpus Armijny (rumuński)

- 8 Armia
  - Korpus Armijny "Mieth"
  - IV Korpus Armijny (rumuński)
  - XXXX Korpus Pancerny
  - 18 Dywizja Górska (rumuńska)
- 24 Dywizja Pancerna
- Dywizja Grenadierów Pancernych Grossdeutschland
- 3 Dywizja Pancerna SS Totenkopf
- 198 Dywizja Piechoty
- 1 Dywizja Kawalerii (rumuńska)
- 8 Dywizja Piechoty (rumuńska)

Skład w styczniu 1945:
- XXIX Korpus Armijny
- IV Korpus Pancerny
- IX Korpus Armijny (węgierski)
- 9 Dywizja Strzelców Granicznych (węgierska)
- 27 Dywizja Zapasowa (węgierska)

Skład w kwietniu 1945:
- LXVII Korpus Armijny
- IV Korpus Armijny
- XXXXIII Korpus Armijny